# Metroid Fusion
Metroid Fusion is een computerspel ontwikkeld en uitgegeven door Nintendo voor de Game Boy Advance. Het action-adventurespel is uitgekomen in de VS op 18 november 2002 en in Europa op 22 november 2002.
Het spel kwam in de Verenigde Staten gelijktijdig uit met Metroid Prime, een spel voor de Nintendo GameCube. Door gebruik te maken van een speciale linkkabel voor de GameCube, kan men extra inhoud ontsluiten binnen Metroid Prime.

## Plot
Het spel volgt het verhaal over premiejager Samus Aran, die een ruimtestation onderzoekt waar een uitbraak van geïnfecteerde organismes zijn aangetroffen.

## Ontvangst
Fusion ontving positieve recensies. Men prees het grafische gedeelte, de gameplay, besturing en de muziek. Kritiek was er op het relatief korte spel en chronologische volgorde van het verhaal binnen de spelserie.
Op verzamelwebsite Metacritic heeft het spel een verzamelde score van 92%.